# Герб Саратова
Официальный символ муниципального образования «Город Саратов» Саратовской области Российской Федерации. Официально принят 23 сентября 1781 года. Герб, используемый в настоящее время, был утверждён 18 ноября 1997 года и был внесён в Государственный геральдический регистр Российской Федерации с присвоением своего регистрационного номера 212.

## Описание
Геральдическое описание герба муниципального образования гласит:
В лазоревом (синем, голубом) поле три серебряные стерляди головами к сердцу щита; нижняя стерлядь обращена спиной вправо (геральдически правая сторона располагается слева от зрителя).
— Решение № 13-108 Саратовской городской Думы от 18 ноября 1997 года

.

## Символика
Герб города Саратова представляет собой традиционный геральдический щит. На нём изображены три серебряные стерляди, означающие «великое сей страны изобилие таковыми рыбами». стерляди ориентированы от верхних углов щита и середины нижней грани головами к центру композиции, образуя собой греческую букву «ипсилон», символизирующую «выбор достойного пути на перекрёстке жизненных дорог». Стерляди, расположенные в верхней части щита, изображены спинами друг к другу, а стерлядь, находящаяся в нижней части, изображена спиной влево от зрителя.

## История
Появление стерлядей на современном щите связано с основным занятием саратовцев — рыбной ловлей. Это занятие было необходимо для выживания и пропитания. В дневниках немецкого географа и исследователя Адама Олеария сохранилась небольшая история о Саратове. Проплывая в 1636 году мимо города, он отметил в своих путевых записях, что русские люди в большинстве случаев питаются мясом рыбы, а не коровьим. Франциск Санти щит герба оформил в лазурном цвете. Оттенок символизирует голубую воду великой Волги и ее просторы. Рыбы на щите образуют греческую букву «ипсилон». В этом кроется философская теория о достойных путях на дороге жизни[прояснить].

Историческое описание Саратова гласило:
В голубом поле три стерляди, означающие великое сей страны изобилие таковыми рыбами.
—Высочайше пожалован 23 августа 1781 года указом Екатерины II Великой вместе с гербами других городов Саратовского наместничества (ПСЗ, т.XXI, №15215).Затем, при СССР геральдическое описание изменилось:
В нижней части щита размещается изображение трёх серебряных стерлядей на лазурном поле, сохраняющем рисунок старого герба города Саратова. В середине верхней части щита размещается на красном поле символ Советской власти – золотые серп и молот.
—Утверждён 15 ноября 1968 года Постановление №20 горсовета Саратова по итогам объявленного 29 марта 1967 года в газете «Коммунист» конкурс на создание герба Саратова.

## См.также
- Флаг Саратова
- Герб Саратовской области